# Resultados do Carnaval de São Paulo em 1966
Esta página contém os resultados do Carnaval de São Paulo em 1966.

## Escolas de samba

### Grupo 1
Classificação
| Legenda: Campeã |

| Col. | Escola               | Enredo                   | Pontos |
| ---- | -------------------- | ------------------------ | ------ |
| 1    | Unidos do Peruche    | Exaltação à Carlos Gomes |        |
| 2    |                      |                          |        |
| 3    |                      |                          |        |
| 4    |                      |                          |        |
| 5    |                      |                          |        |
| 6    |                      |                          |        |
| 7    |                      |                          |        |
| 8    | Nenê de Vila Matilde | José do Patrocínio       |        |
| 9    |                      |                          |        |
| 10   |                      |                          |        |

## Cordões
Classificação
| Legenda: Campeão |

| Col. | Escola                | Enredo                             | Pontos |
| ---- | --------------------- | ---------------------------------- | ------ |
| 1    |                       |                                    |        |
| 2    | Camisa Verde e Branco |                                    |        |
| 3    | Vai-Vai               | O segundo casamento de Dom Pedro I |        |